# تيري هايز
تيري هايز (بالإنجليزية: Terry Hayes)‏ هو منتج أفلام وكاتب سيناريو بريطاني، ولد في 8 أكتوبر 1951 في إنجلترا في المملكة المتحدة.

## وصلات خارجية
- تيري هايز على موقع IMDb (الإنجليزية)
- تيري هايز على موقع ألو سيني (الفرنسية)
- تيري هايز على موقع أول موفي (الإنجليزية)
- تيري هايز على موقع قاعدة بيانات الأفلام السويدية (السويدية)
- تيري هايز على موقع قاعدة بيانات الفيلم (الإنجليزية)
- تيري هايز على موقع كينوبويسك (الروسية)